# Pavel Vízner
Pavel Vízner (Praga, Txecoslovàquia, 15 de juliol de 1970) és un tennista txecoslovac retirat de la competició.
Va guanyar un total de setze títols en la modalitat de dobles masculins, que li van permetre arribar al cinquè lloc del rànquing mundial, però destaca haver disputat tres finals de Grand Slam, dos Roland Garros i un US Open. Individualment no va aconseguir cap victòria en el circuit ATP i es va prodigar bàsicament en el circuit ATP Challenger Tour.
Va formar part de l'equip txec de Copa Davis en dues edicions.

## Torneigs de Grand Slam

### Dobles masculins: 3 (0−3)
| Resultat  | Núm. | Any  | Torneig           | Parella      | Oponents                     | Marcador      |
| --------- | ---- | ---- | ----------------- | ------------ | ---------------------------- | ------------- |
| Finalista | 1.   | 2001 | Roland Garros     | Petr Pála    | Mahesh Bhupathi Leander Paes | 6−7(5), 3−6   |
| Finalista | 2.   | 2007 | Roland Garros (2) | Lukáš Dlouhý | Mark Knowles Daniel Nestor   | 6−2, 3−6, 4−6 |
| Finalista | 3.   | 2007 | US Open           | Lukáš Dlouhý | Simon Aspelin Julian Knowle  | 5−7, 4−6      |

## Palmarès

### Dobles masculins: 36 (16−20)
| Llegenda (pre/post 2009)                                 |
| -------------------------------------------------------- |
| Grand Slams (0−1)                                        |
| Tennis Masters Cup / ATP Finals (0−1)                    |
| ATP Masters Series / ATP World Tour Masters 1000 (0−0)   |
| ATP International Series Gold / ATP World Tour 500 (3−4) |
| ATP International Series / ATP World Tour 250 (10−11)    |

| Títols per superfície |
| --------------------- |
| Dura (4−8)            |
| Gespa (2−0)           |
| Terra batuda (6−6)    |
| Moqueta (1−3)         |

| Resultat  | Núm. | Data                   | Torneig                               | Superfície   | Parella          | Oponents                             | Marcador                 |
| --------- | ---- | ---------------------- | ------------------------------------- | ------------ | ---------------- | ------------------------------------ | ------------------------ |
| Finalista | 1.   | 1 d'agost de 1994      | Praga, Txèquia                        | Terra batuda | Tomáš Krupa      | Karel Nováček Mats Wilander          | Renúncia                 |
| Guanyador | 1.   | 20 de maig de 1996     | Sankt Pölten, Àustria                 | Terra batuda | Sláva Doseděl    | David Adams Menno Oosting            | 6−7, 6−4, 6−3            |
| Guanyador | 2.   | 10 de juny de 1996     | 's-Hertogenbosch, Països Baixos       | Gespa        | Paul Kilderry    | Anders Järryd Mark Knowles           | 7−5, 6−3                 |
| Guanyador | 3.   | 8 de juliol de 1996    | Gstaad, Suïssa                        | Terra batuda | Jiří Novák       | Trevor Kronemann David Macpherson    | 4−6, 7−6, 7−6            |
| Finalista | 2.   | 1 d'agost de 1996      | Viena, Àustria                        | Moqueta (i)  | Menno Oosting    | Ievgueni Kàfelnikov Daniel Vacek     | 4−6, 5−7                 |
| Finalista | 3.   | 19 d'octubre de 1998   | Ostrava, Txèquia                      | Moqueta (i)  | David Adams      | Nicolas Kiefer David Prinosil        | 4−6, 3−6                 |
| Finalista | 4.   | 1 de febrer de 1999    | Marsella, França                      | Dura (i)     | David Adams      | Max Mirnyi Andrei Olkhovski          | 5−7, 6−7(7)              |
| Finalista | 5.   | 9 d'agost de 1999      | San Marino, San Marino                | Terra batuda | Petr Pála        | L.A. Ker Mariano Hood                | 3−6, 2−6                 |
| Finalista | 6.   | 16 d'octubre de 2000   | Xangai, Xina                          | Dura         | Petr Pála        | Paul Haarhuis Sjeng Schalken         | 2−6, 6−3, 4−6            |
| Finalista | 7.   | 20 de novembre de 2000 | Estocolm, Suècia                      | Dura (i)     | Petr Pála        | Mark Knowles Daniel Nestor           | 3−6, 2−6                 |
| Finalista | 8.   | 19 de febrer de 2001   | Rotterdam, Països Baixos              | Dura (i)     | Petr Pála        | Jonas Björkman Roger Federer         | 3−6, 0−6                 |
| Finalista | 9.   | 28 de maig de 2001     | Roland Garros, França                 | Terra batuda | Petr Pála        | Mahesh Bhupathi Leander Paes         | 6−7(5), 3−6              |
| Finalista | 10.  | 12 de novembre de 2001 | Tennis Masters Cup, Sydney, Austràlia | Dura (i)     | Petr Pála        | Ellis Ferreira Rick Leach            | 7−6(6), 6−7(2), 4−6, 4−6 |
| Finalista | 11.  | 29 d'abril de 2002     | Munic, Alemanya                       | Terra batuda | Petr Pála        | Petr Luxa Radek Štěpánek             | 0−6, 7−6(4), [9−11]      |
| Finalista | 12.  | 19 d'agost de 2002     | Long Island, Estats Units             | Dura         | Petr Pála        | Mahesh Bhupathi Mike Bryan           | 3−6, 4−6                 |
| Finalista | 13.  | 27 de gener de 2003    | Milà, Itàlia                          | Moqueta (i)  | Tomáš Cibulec    | Petr Luxa Radek Štěpánek             | 4−6, 6−7(4)              |
| Finalista | 14.  | 10 de febrer de 2003   | Marsella (2)                          | Dura (i)     | Tomáš Cibulec    | Sébastien Grosjean Fabrice Santoro   | 1−6, 4−6                 |
| Guanyador | 4.   | 24 de febrer de 2003   | Copenhaguen, Dinamarca                | Dura         | Tomáš Cibulec    | Julian Knowle Michael Kohlmann       | 7−5, 5−7, 6−2            |
| Guanyador | 5.   | 14 de juliol de 2003   | Stuttgart, Alemanya                   | Terra batuda | Tomáš Cibulec    | Ievgueni Kàfelnikov Kevin Ullyett    | 3−6, 6−3, 6−4            |
| Guanyador | 6.   | 9 de febrer de 2004    | Milà                                  | Moqueta (i)  | Jared Palmer     | Daniele Bracciali Giorgio Galimberti | 6−4, 6−4                 |
| Guanyador | 7.   | 27 de setembre de 2004 | Xangai                                | Dura         | Jared Palmer     | Rick Leach Brian MacPhie             | 4−6, 7−6(4), 7−6(11)     |
| Guanyador | 8.   | 4 d'octubre de 2004    | Tòquio, Japó                          | Dura         | Jared Palmer     | Jiří Novák Petr Pála                 | 5−1, retirada            |
| Finalista | 15.  | 14 de febrer de 2005   | Rotterdam (2)                         | Dura (i)     | Cyril Suk        | Jonathan Erlich Andy Ram             | 4−6, 6−4, 3−6            |
| Guanyador | 9.   | 13 de juny de 2005     | 's-Hertogenbosch (2)                  | Gespa        | Cyril Suk        | Leoš Friedl Petr Pála                | 6−3, 6−4                 |
| Guanyador | 10.  | 20 de febrer de 2006   | Costa do Sauípe, Brasil               | Terra batuda | Lukáš Dlouhý     | Mariusz Fyrstenberg Marcin Matkowski | 6−1, 4−6, [10−3]         |
| Finalista | 16.  | 10 d'abril de 2006     | València, Espanya                     | Terra batuda | Lukáš Dlouhý     | David Škoch Tomáš Zíb                | 4−6, 3−6                 |
| Guanyador | 11.  | 1 de maig de 2006      | Estoril, Portugal                     | Terra batuda | Lukáš Dlouhý     | Leoš Friedl L.A. Ker                 | 6−3, 6−1                 |
| Guanyador | 12.  | 9 d'octubre de 2006    | Viena                                 | Dura         | Petr Pála        | Julian Knowle Jürgen Melzer          | 6−4, 3−6, [12−10]        |
| Guanyador | 13.  | 26 de febrer de 2007   | Costa do Sauípe (2)                   | Terra batuda | Lukáš Dlouhý     | Albert Montañés R. Ramírez Hidalgo   | 6−2, 7−6(4)              |
| Finalista | 17.  | 26 de febrer de 2007   | Acapulco, Mèxic                       | Terra batuda | Lukáš Dlouhý     | Potito Starace Martín Vassallo       | 0−6, 2−6                 |
| Finalista | 18.  | 28 de maig de 2007     | Roland Garros (2)                     | Terra batuda | Lukáš Dlouhý     | Mark Knowles Daniel Nestor           | 6−2, 3−6, 4−6            |
| Guanyador | 14.  | 9 de juliol de 2007    | Gstaad (2)                            | Terra batuda | František Čermák | Marc Gicquel Florent Serra           | 7−5, 5−7, [10−7]         |
| Guanyador | 15.  | 5 d'agost de 2007      | Montreal, Canadà                      | Dura         | Mahesh Bhupathi  | Paul Hanley Kevin Ullyett            | 6−4, 6−4                 |
| Finalista | 19.  | 27 d'agost de 2007     | US Open, Estats Units                 | Dura         | Lukáš Dlouhý     | Simon Aspelin Julian Knowle          | 5−7, 4−6                 |
| Guanyador | 16.  | 17 de febrer de 2008   | Marsella                              | Dura (i)     | Martin Damm      | Yves Allegro Jeff Coetzee            | 7−6(0), 7−5              |
| Finalista | 20.  | 3 de març de 2008      | Dubai, Emirats Àrabs Units            | Dura         | Martin Damm      | Mahesh Bhupathi Mark Knowles         | 5−7, 6−7(7)              |

## Trajectòria

### Dobles masculins
| Open d'Austràlia | A   | A     | 1R          | A           | 3R          | 1R    | 2R          | 3R          | 1R          | 1R    | 2R          | 2R          | 2R          | QF    | 1R   | 0 / 12    | 11 – 12   |
| Roland Garros | A   | 2R    | 1R          | 1R          | 1R          | 2R    | F           | 1R          | 3R          | 2R    | 2R          | SF          | F           | 1R    | 1R   | 0 / 14    | 20 – 14   |
| Wimbledon | A   | 3R    | SF          | 2R          | 2R          | 2R    | QF          | 1R          | 1R          | 3R    | 3R          | QF          | QF          | 1R    | A    | 0 / 13    | 22 – 13   |
| US Open | A   | 1R    | A           | 1R          | 1R          | 1R    | 3R          | 2R          | 2R          | 3R    | QF          | 2R          | F           | 3R    | A    | 0 / 12    | 17 – 12   |
| Jocs Olímpics | NC  | A     | No celebrat | No celebrat | No celebrat | A     | No celebrat | No celebrat | No celebrat | A     | No celebrat | No celebrat | No celebrat | 2R    | NC   | 0 / 1     | 1 – 1     |
| Tennis Masters Cup | A   | A     | A           | A           | A           | A     | A           | A           | A           | A     | A           | A           | RR          | A     | A    | 0 / 1     | 2 – 1     |
| Total Victòries−Derrotes                                                                                                   | 4−3 | 31−19 | 19−29       | 21−28       | 14−27       | 18−18 | 36−31       | 26−30       | 35−29       | 43−27 | 31−30       | 37−22       | 42−23       | 26−28 | 6−10 | 394 – 359 | 394 – 359 |
| Rànquing a final d'any | 141 | 28    | 50          | 60          | 76          | 59    | 17          | 34          | 27          | 20    | 27          | 15          | 6           | 25    | 178  |           |           |
| Llegenda: G: Guanyador; F: Finalista; SF: Semifinalista; QF: Quarts de final; Q: Qualificació; A: Absent; RR: Round Robin; |     |       |             |             |             |       |             |             |             |       |             |             |             |       |      |           |           |

### Dobles mixts
| Open d'Austràlia | A   | A   | A   | A   | A   | 0 / 0   | 0 – 0   |
| Roland Garros | A   | A   | A   | A   | A   | 0 / 0   | 0 – 0   |
| Wimbledon | 3R  | 2R  | 3R  | 3R  | QF  | 0 / 5   | 10 – 5  |
| US Open | 1R  | 1R  | 1R  | 1R  | 2R  | 0 / 5   | 1 – 5   |
| Total Victòries−Derrotes                                                                                                   | 2−2 | 1−2 | 2−2 | 2−2 | 4−2 | 11 – 10 | 11 – 10 |
| Llegenda: G: Guanyador; F: Finalista; SF: Semifinalista; QF: Quarts de final; Q: Qualificació; A: Absent; RR: Round Robin; |     |     |     |     |     |         |         |